# (13745) Mikecosta
(13745) Mikecosta est un astéroïde de la ceinture principale.

## Description
(13745) Mikecosta est un astéroïde de la ceinture principale. Il fut découvert le 28 septembre 1998 à Kitt Peak par le projet Spacewatch. Il présente une orbite caractérisée par un demi-grand axe de 2,60 UA, une excentricité de 0,08 et une inclinaison de 1,2° par rapport à l'écliptique.

## Compléments